# Krambabula
Krambabula (zapis stylizowany KRAMBABULA) – polsko-łemkowski zespół muzyczny pochodzący z Poznania, wykonujący muzykę z pogranicza folk rocka, folku oraz popu,  założony w 2014 roku z inicjatywy akordeonisty Piotra Czuchty. Wykorzystuje w swojej twórczości inspiracje tradycyjnymi piosenkami i przyśpiewkami kultury polskiej, łemkowskiej i ukraińskiej.

## Nazwa zespołu
Nazwa Krambabula składa się z dwóch członów - kram z towarami, które są wykładane przez każdego członka zespołu oraz babula, która przekazuje tradycję poprzez śpiew. Przez towary należy rozumieć różnorodne gatunki muzyczne, którymi członkowie zespołu się inspirują.

## Historia
Zespół został założony w grudniu 2014 roku przez akordeonistę Piotra Czuchta. Pierwsza próba miała miejsce 10 grudnia 2014 grudnia w poznańskiej sali prób „Muzyczna Szwalnia”. Na próbie byli obecni Wioleta Kruk, Piotr Czuchta, Sławomir Pawłowski, Kamil Baszak, Łukasz Simiński, Jakub Plebaniak. W takim też składzie zespół rozpoczął koncertowanie. W późniejszym czasie do grupy dołączyli Dawid Tokłowicz (12 października 2015 r.) oraz Mikołaj Petryczenko (30 września 2016).
25 kwietnia 2018 r. grupę opuścił Mikołaj Petryczenko, a 5 sierpnia 2019 r. Wioleta Kruk.
Od 08.03.2020 r. wokalistką zespołu jest Sybilla Sobczyk - Gulewicz, zwyciężczyni wielu konkursów i festiwali. Dwukrotnie była uczestniczką programu muzycznego Must Be The Music, a także pierwszej edycji X-Factor oraz siódmej edycji The Voice of Poland.
10 września 2022 r. z zespołu odszedł Kamil Baszak. Od 26 kwietnia 2023 r. gitarzystką zespołu jest Kinga Skrzypińska.

### Koncerty
Zespół Krambabula występował m.in. w Polsce, w Luksemburgu, we Włoszech i w Niemczech.
Grupa wzięła udział  w licznych festiwalach, m.in.:
- 23 Przystanek Woodstock (Scena Viva Kultura)[4],
- Kortowiada[5],

- Wyścig Autostopem Festiwal – Comacchio,
- Central and Eastern European Film Festival,
- MitOst Festival,
- PKO Poznań Maraton,
- Wałbrzych RockFest,
- Łemkowska Watra w Zdyni,
- EKOŁOMYJA,
- JarmaROCK FEST

oraz koncertowała także podczas dni miast, studenckich juwenaliów, finałów WOŚPu oraz tematycznych imprez kulturowych. Grupa wystąpiła także w ogólnopolskich mediach, między innymi w Dzień Dobry TVN oraz w Teleexpressie.

## Skład zespołu
- Sybilla Sobczyk-Gulewicz – śpiew
- Kinga Skrzypińska – śpiew, gitara elektryczna
- Piotr Czuchta – śpiew, akordeon
- Sławomir Pawłowski – śpiew, gitara basowa, syntezator
- Łukasz Simiński – śpiew, perkusja, perkusjonalia
- Jakub Plebaniak – śpiew, trąbka
- Dawid Tokłowicz – śpiew, saksofon

## Dyskografia
Albumy:
- Krambabula, 2017[7]

Single:
- Werbowaja doszczeczka, 2023[8]
- Dziwują się ludzie, 2022[9]
- Ja do Ciebie, 2021[10]
- Oj, siadaj, siadaj, 2021[11]
- A Wy goście, 2020[12]

## Nagrody i nominacje
- „Dobrze ROCKująca Sobota”, Opalenica 2019 – wygrana
- „VI edycja WAŁBRZYCH ROCK FEST”, Wałbrzych 2018 – wygrana
- „28 Zimowa Giełda Piosenki”, Opole 2018 – laureat
- „Piec 2018”, Luboń 2018 – wygrana
- Olandia Etno Festiwal”, Prusim 2016 – wygrana
- Uczestnik projektu Immersify, którego efekt został zaprezentowany przez Ars Electronica - centrum sztuki elektronicznej w Linz w Austrii, 2020.